# Composition des équipes au Championnat d'Europe masculin de handball 2018
Cet article liste les compositions des équipes qualifiées au Championnat d'Europe masculin de handball 2018 organisé en Croatie du 15 janvier au 31 janvier 2018. 
Chaque équipe qualifiée a transmis à la Fédération européenne de handball le 5 décembre 2017 la liste des 28 joueurs pouvant être sélectionnés pour la compétition. 
Parmi ces 28 joueurs, une liste de 16 joueurs est établie pour le début de la compétition. Deux joueurs peuvent ensuite être remplacés par phase (tour préliminaire, tour principal et le cas échéant, finalités) soit un total de six changements maximum sur l'ensemble de l'Euro. Aucune motivation médicale ne devra être fournie pour procéder au changement qui devra être déclaré au plus tard, le matin même du match.
L'âge, le club, le nombre de sélections et le nombre de buts sont en date du 12 janvier 2018.

## Légende
- joueur remplacé en cours de compétition
- joueur remplaçant en cours de compétition

## Groupe A

### Croatie
Domagoj Duvnjak, qui s'est blessé à la fin du premier match, a été remplacé par Denis Buntić. Le gardien de but Mirko Alilović a été remplacé par Ivan Pešić avant le troisième match. Le 18 janvier, Denis Buntić est à son tour remplacé par Marino Marić. Enfin, le 19 janvier, Ivan Pešić a été remplacé par Mirko Alilović.

### Serbie
Le 15 janvier, Nikola Crnoglavac a remplacé Marko Vujin. Le 22 janvier, Darko Stevanovic a remplacé Dobrivoje Markovic. Le 24 janvier, Vanja Ilic a remplacé Milan Jovanovic.

### Suède
Le 26 janvier, les deux arrières droits Albin Lagergren, blessés, sont remplacés respectivement par Andreas Cederholm et Viktor Östlund

## Groupe B

### Biélorussie
Le 22 janvier, Mikalai Aliokhin a remplacé Hleb Harbuz.

### France
Le 19 janvier, Romain Lagarde remplace Timothey N'Guessan qui s'est blessé lors du dernier match du tour préliminaire. Le 20 janvier, Luka Karabatic, préservé lors tour préliminaire, est intégré au groupe en remplacement de Benjamin Afgour. Ce dernier retrouve le groupe le 28 janvier pour pallier la blessure de Dika Mem.

### Norvège
Le 16 janvier, le pivot Joakim Hykkerud a remplacé l'arrière Espen Lie Hansen. L'échange inverse est effectué le 18 janvier. Enfin, le 24 janvier, le gardien de but Kristian Sæverås a remplacé Espen Christensen.

## Groupe C

### Allemagne
Le 17 janvier, Finn Lemke a remplacé Bastian Roscheck. Le 17 janvier, Rune Dahmke a remplacé Maximilian Janke qui retrouve l'équipe le 24 janvier en remplacement de Paul Drux.

### Macédoine
Le 17 janvier Velko Markoski a remplacé Filip Lazarov qui retrouve l'équipe le 21 janvier en remplacement de Nikola Markoski. Le 24 janvier, Goce Ojleski a remplacé Kiril Lazarov.

### Monténégro
Mile Mijušković a été remplacé par Nebojša Simić le 15 janvier 2018 puis Žarko Pejović par Mirko Radović le 17 janvier.

### Slovénie
Parmi les absents, Jure Dolenec et Matej Gaber sont forfaits sur blessure. Dean Bombač, le demi-centre du KS Kielce, Gorazd Škof, le gardien du HC Erlangen et Dragan Gajić, l'ailier droit du Veszprém KSE, n'ont pas été retenu par Veselin Vujović. En cours de compétition, Gregor Potocnik a remplacé Nik Henigman le 14 janvier, puis Patrik Leban et Urh Kastelic ont remplacé Jan Grebenc et Urban Lesjak le 23 janvier.

## Groupe D

### Rép. tchèque
Le 23 janvier, Peter Slachta a remplacé Stepan Zeman qui retrouve sa place le lendemain à la place de Michal Kasal.

### Danemark
Le 17 janvier Peter Balling remplace Anders Zachariassen qui retrouve le groupe le 19 janvier à la place de Niclas Kirkeløkke.

### Espagne
Parmi les absents, Víctor Tomás et Jorge Maqueda n'ont pas été retenus par Jordi Ribera. En cours de compétition, Aitor Ariño a remplacé Ángel Fernández Pérez puis Iosu Goñi Leoz a remplacé Julen Aguinagalde. L'échange inverse a lieu le 21 janvier avant que Goñi Leoz ne retrouve l'équipe le 24 janvier, cette fois à la place de Daniel Dujshebaev. Enfin, le 26 janvier Arpad Sterbik a remplacé Gonzalo Perez de Vargas qui s'est blessé lors du dernier match du tour préliminaire.

## Statistiques

### Concernant les joueurs
| Joueur                  | Nat. | Date de naissance | Âge               |
| ----------------------- | ---- | ----------------- | ----------------- |
| Martin Galia            |      | 12 avril 1979     | 38 ans, 275 jours |
| Vytautas Žiūra          |      | 11 mai 1979       | 38 ans, 246 jours |
| Guðjón Valur Sigurðsson |      | 8 août 1979       | 38 ans, 157 jours |
| Arpad Sterbik           |      | 20 novembre 1979  | 38 ans, 53 jours  |

| Joueur             | Nat. | Date de naissance | Âge               |
| ------------------ | ---- | ----------------- | ----------------- |
| Mikalai Aliokhin   |      | 9 avril 1998      | 19 ans, 278 jours |
| Milan Jovanić      |      | 24 janvier 1998   | 19 ans, 353 jours |
| Dika Mem           |      | 31 août 1997      | 20 ans, 134 jours |
| Magnus Abelvik Rød |      | 7 juillet 1997    | 20 ans, 189 jours |

| Joueur                  | Nat. | Sélection |
| ----------------------- | ---- | --------- |
| Guðjón Valur Sigurðsson |      | 343       |
| Nikola Karabatic        |      | 289       |
| Ásgeir Örn Hallgrímsson |      | 252       |

| Joueur                  | Nat. | Buts |
| ----------------------- | ---- | ---- |
| Guðjón Valur Sigurðsson |      | 1798 |
| Kiril Lazarov           |      | 1203 |
| Nikola Karabatic        |      | 1139 |

| Joueur        | Nat. | Taille          |
| ------------- | ---- | --------------- |
| Marko Kopljar |      | 2,10 m (6′ 11″) |
| Finn Lemke    |      | 2,10 m (6′ 11″) |
| Michal Kasal  |      | 2,09 m (6′ 10″) |

| Joueur          | Nat. | Taille          |
| --------------- | ---- | --------------- |
| Tobias Schopf   |      | 1,70 m (5′ 7″)  |
| Péter Hornyák   |      | 1,75 m (5′ 9″)  |
| Nemanja Ilić    |      | 1,77 m (5′ 10″) |
| Martin Popovski |      | 1,77 m (5′ 10″) |
| Miha Zarabec    |      | 1,77 m (5′ 10″) |

### Joueurs évoluant en championnat de France
Un total de 33 joueurs (21 étrangers et 12 français) évoluent dans le championnat de France,. Avec 11 joueurs convoqués, le Paris SG est le club le plus représenté devant le HBC Nantes et le Montpellier Handball avec respectivement six et cinq internationaux. Neuf des quatorze clubs de Starligue sont représentés au championnat d’Europe.
- Allemagne (1) : Uwe Gensheimer (Paris)
- Autriche (1) : Thomas Bauer (Massy)
- Biélorussie (1) : Artsem Karalek (Saint-Raphaël)
- Croatie (1) : Luka Stepančić (Paris)
- Danemark (2) : Mikkel Hansen et Henrik Møllgaard (Paris)
- Espagne (6) : Iosu Goñi Leoz (Aix), David Balaguer et Eduardo Gurbindo (Nantes), Ferrán Solé (Toulouse), Daniel Sarmiento (Saint-Raphaël), Rodrigo Corrales (Paris)
- Islande (1) : Ásgeir Örn Hallgrímsson (Nîmes)
- Macédoine (1) : Kiril Lazarov (Nantes)
- Monténégro (1) : Vasko Ševaljević (Tremblay)
- Norvège (1) : Sander Sagosen (Paris)
- Serbie (1) : Nemanja Ilić (Toulouse)
- Slovénie (2) : Darko Cingesar (Aix), Vid Kavtičnik (Montpellier)
- Suède (2) : Jesper Nielsen (Paris), Fredric Pettersson (Toulouse)

En gras sont indiqués les joueurs ayant été élus dans l'équipe-type de la compétition (en compagnie de Vincent Gérard).